# Deutsche Vaterlandspartei

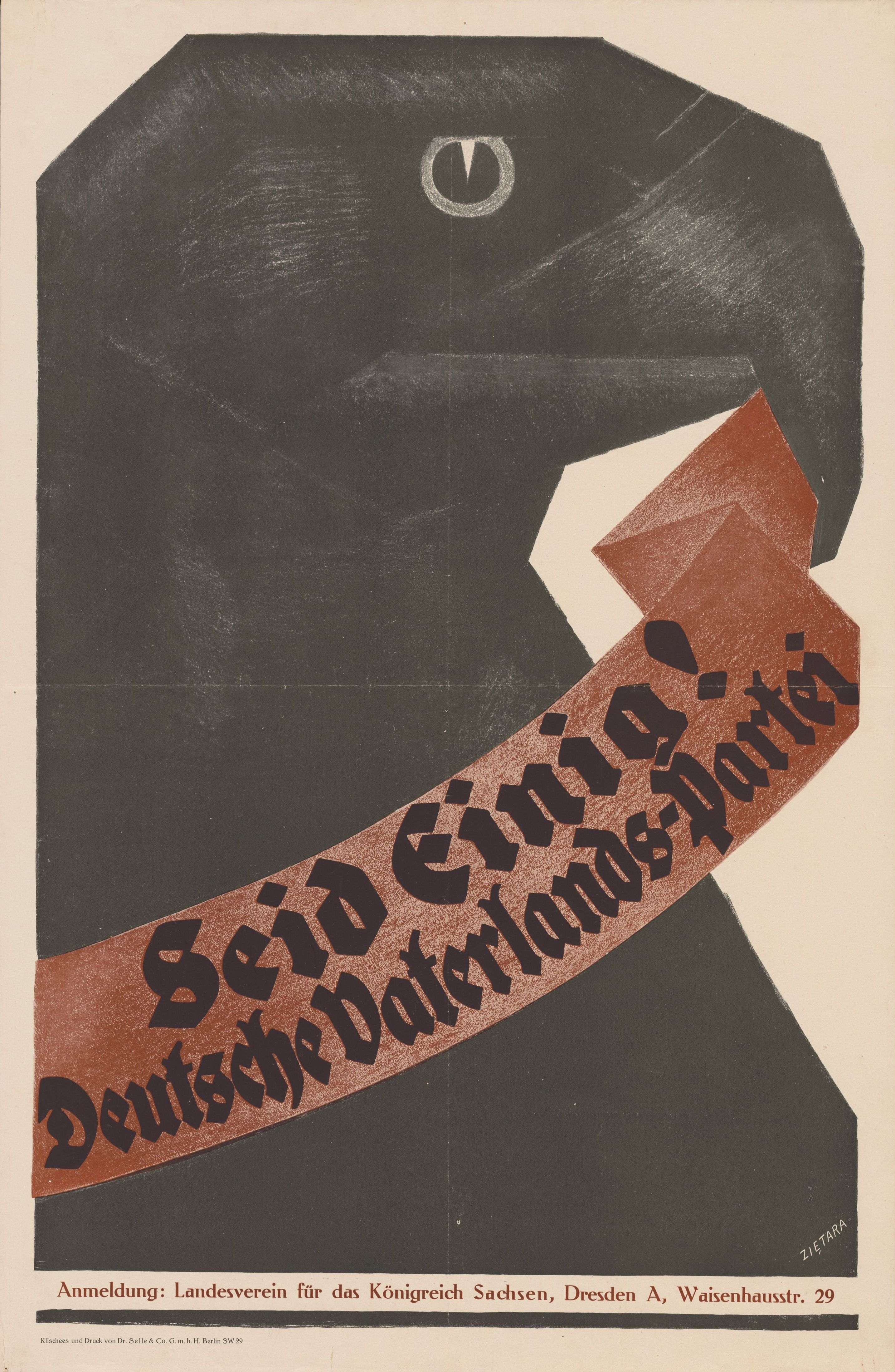
Plakat der Deutschen Vaterlands-Partei

Die Deutsche Vaterlandspartei (DVLP) war eine rechtsradikale deutsche Partei, die in der Schlussphase des Ersten Weltkrieges aktiv war. Die Partei griff Elemente konservativer, nationalistischer, antisemitischer und völkischer Ideologien auf; sie gilt organisationsgeschichtlich als Scharnier zwischen der wilhelminischen Rechten und dem neuen Rechtsradikalismus der Nachkriegszeit.

## Einordnung
Anfang September 1917 aus Anlass der von den DVLP-Protagonisten abgelehnten Friedensresolution ins Leben gerufen, verschaffte die Partei der offen antidemokratischen Strömung des radikalen Nationalismus erstmals die parteipolitische Massenbasis, die der an der Parteigründung beteiligte Alldeutsche Verband seit den 1890er Jahren angestrebt hatte. Innenpolitisch kündigte die Vaterlandspartei den „Burgfrieden“ von rechts auf. Sie plädierte für einen repressiven Kurs gegenüber der Arbeiterbewegung und griff auch bürgerliche Politiker heftig an, die sich – wie Matthias Erzberger – für eine Reform des politischen Systems unter Einbeziehung der SPD aussprachen. Die Parteiführung verfolgte den Plan, mit Hilfe eines „starken Mannes“ einen autoritären Staatsumbau einzuleiten und dabei den Reichstag und die Linksparteien auszuschalten. Im äußersten Fall sollte auch der „zu weiche“ Wilhelm II. bei einer sich bietenden Gelegenheit für regierungsunfähig erklärt und der weit rechts stehende Kronprinz zum Regenten ernannt werden. Außenpolitisch trat die Vaterlandspartei für einen deutschen „Siegfrieden“ und ein umfassendes Programm direkter und indirekter Expansion ein. Mit ihren Kampagnen gegen einen „Verzichtfrieden“ oder „Judenfrieden“ genannten Verständigungsfrieden und gegen „Schlappheit“ und „Verrat“ an der „Heimatfront“ legte die DVLP den Grundstein für den Nachkriegsdiskurs über die „Novemberverbrecher“ und den „Dolchstoß“.
Geführt wurde die Vaterlandspartei von Alfred von Tirpitz (1. Vorsitzender) und Wolfgang Kapp (2. Vorsitzender). Ehrenvorsitzender der Partei war Herzog Johann Albrecht zu Mecklenburg. Der Partei gehörten – oft in zumindest regional herausgehobener Position – viele führende Industrielle, Großgrundbesitzer und Wirtschaftsverbandsfunktionäre an, darunter Max Roetger, Wilhelm von Siemens, Carl Duisberg, Carl Ziese, Ernst von Borsig, Hugo Stinnes, Emil Kirdorf, Jakob Wilhelm Reichert, Alfred Hugenberg, Ernst Schweckendieck, Conrad Freiherr von Wangenheim, Johann Christian Eberle und Hermann Röchling, aber auch Geisteswissenschaftler wie Eduard Meyer und Dietrich Schäfer.

## Geschichte

### Hintergrund
Der Impuls zur Schaffung der DVLP ging vor allem von drei – ideologisch zwar verwandten, institutionell aber klar unterscheidbaren – Einflussgruppen aus. Im Umfeld des Admiralstabes, des Oberbefehlshabers Ost, der Obersten Heeresleitung und verschiedener Zivilbehörden waren seit 1915 mehr oder weniger konkrete Pläne für einen autoritären Staatsumbau entstanden, die von einem „starken Mann“ – gestützt auf das Militär – umgesetzt werden sollten. Als „starker Mann“ waren unter anderem Kronprinz Wilhelm, Hindenburg, der im März 1916 entlassene Großadmiral Tirpitz und – verstärkt seit 1917 – Erich Ludendorff im Gespräch. Zum Teil in diesem Zusammenhang, zum Teil in Fortsetzung vergangener eigener Aktivitäten bemühte sich der Alldeutsche Verband seit 1915, eine Partei der „nationalen Opposition“ zu lancieren, unter anderem in loser Anknüpfung an das Kartell der schaffenden Stände von 1913 und die verschiedenen Kriegszielausschüsse. Relativ unabhängig von den militärischen Diktaturüberlegungen und den Organisationsanstrengungen alldeutsch-völkischer Kreise war es jedoch in erster Linie die schon jahrelang schwelende Krise des preußisch-deutschen Konservatismus, die schließlich – als wesentliche Etappe der „Verformung des politischen Stils der Konservativen“ – zur Gründung der DVLP führte.
1916 und mehr noch 1917 gerieten die beiden konservativen Parteien politisch in die Defensive. Ein sichtbares Zeichen dafür war die Osterbotschaft Wilhelms II., in der die von konservativer Seite als existentielle Bedrohung empfundene preußische Wahlrechtsreform in Aussicht gestellt wurde. Höhepunkt dieser Entwicklung war die sogenannte Friedensresolution vom 19. Juli 1917, mit der sich faktisch eine Reichstagsmehrheit aus FVP, Zentrum und SPD konstituierte (vgl. Interfraktioneller Ausschuss). Dass sich mit Georg Michaelis auch der Nachfolger Bethmann Hollwegs zumindest formal zum Inhalt der Friedensresolution bekannte, machte die zunehmende Isolation der Verfechter eines nach innen reaktionären und nach außen imperialistischen Maximalprogramms vor aller Welt öffentlich. Einige den alldeutsch-völkischen Gruppen nahestehende konservative Parteiführer machten für diese Marginalisierung das einseitige Vertrauen auf den offenkundig schwindenden institutionell-informellen Einfluss und das völlige Fehlen einer organisierten Massenbasis verantwortlich; sie begannen nun, ernsthaft über die Schaffung einer konservativen „Volkspartei“ nachzudenken. Andere Stimmen plädierten zunächst nur für die organisatorische Verschmelzung von Deutsch- und Freikonservativen. Diese „neuen Konservativen“ wurden jedoch von der von Ernst von Heydebrand und der Lasa repräsentierten altkonservativen Führungsgruppe, die weiter starr am althergebrachten elitär-klientelistischen Politik- und Organisationsmodell festhielt, ausgebremst. Einige der Kritiker der traditionellen Linie waren indes ohnehin nicht von den Erfolgsaussichten eines von den weithin diskreditierten und gelähmten konservativen Organisationen und Gruppen lancierten „Gegenschlags“ überzeugt. So kam der Gedanke auf, neben und unabhängig von den konservativen Parteien eine neue „überparteiliche“ Organisation zu schaffen, die neben konservativen auch nationalliberale und rechtskatholische Kräfte, vor allem aber die vieldiskutierte „Partei der Parteilosen“ an sich ziehen sollte – einen „Bismarckbund“, eine „Bismarckpartei“, eine „Vereinigte Rechte“, eine „Hindenburg-Partei“ oder eine „Deutsche Einheitspartei“. Umstritten war dabei vor allem, ob die neue Organisation als Bund, Verein oder explizit als Partei aufgestellt werden sollte.
An diesen Diskussionen, bei denen sich schließlich die Parteibefürworter durchsetzten, war auch der seit dem Frühjahr 1916 über Ostpreußen hinaus in „nationalen“ Kreisen bekannt gewordene Wolfgang Kapp beteiligt. Kapp stand über Ulrich von Hassell mit Alfred von Tirpitz und der Obersten Heeresleitung in Verbindung. Er verhandelte im Sommer 1917 in Berlin, Hamburg und Bremen mit einflussreichen Persönlichkeiten – darunter Friedrich Bendixen, Richard Krogmann und Ludwig Roselius – über die Gründung einer neuen Organisation der „nationalen Opposition“. Anfänglich war vorgesehen, die Gründungsbewegung von den Hansestädten ausgehen zu lassen, um das Projekt nicht sofort dem Verdacht „ostelbischer“ Steuerung auszusetzen. Da Kapp aber zumindest bei informierten Kreisen als Vertrauensmann und Sachwalter ostpreußischer Großgrundbesitzer bekannt war (sein Name soll auch auf zunächst an dem Vorhaben interessierte hanseatische Honoratioren vielfach „wie ein rotes Tuch“ gewirkt haben), verliefen diese Schritte im Sande. Der Kreis um Kapp (meist Mitglieder eines politischen Klubs, der Ostpreußischen Gesellschaft 1914), der die Gründung der Vaterlandspartei schließlich in die Hand nahm, ging – wie viele andere Konservative und Nationalliberale auch – grundsätzlich davon aus, dass die innere und äußere Politik der Reichsleitung vom „nationalen“ Standpunkt aus abzulehnen war. Anders als etwa die Heydebrand-Fraktion war er jedoch bereit, neue Wege zu gehen, um der konservativ-alldeutschen Agenda durch eine gegen den Reichstag und im Zweifelsfall auch gegen die Reichsregierung gerichtete außerparlamentarische Massenbewegung den nötigen Nachdruck zu verleihen. Dabei spielte auch ein prononciert wirtschaftsliberales Motiv eine nicht ganz unwichtige Rolle – so hatte Kapp in seiner Mai-Denkschrift von 1916 einen um sich greifenden „Staatssozialismus“ angeprangert und die Abschaffung der Höchstpreispolitik, die Orientierung der Politik auf die „berechtigten Interessen“ der Produzenten und allgemein die Zurückdrängung „sozialer Gesichtspunkte“ gefordert.
Zwei gleichlaufenden Initiativen – eine ging von dem ehemaligen Diplomaten Franz von Reichenau, die andere von Münchener Alldeutschen um Ernst Müller-Jürgens aus – kam Kapp nur kurz zuvor und konnte sie schließlich in die von ihm betriebene Neugründung einbinden. Ausgesprochen wurde von diesen Kreisen vor allem ein Bruch mit der bisherigen Praxis der „vaterländischen“ Parteien, die eigene Nähe zum Staat, zur Staatsführung und zur „Staatsautorität“ herauszustellen und als Identitätsmerkmal zu kultivieren. Dadurch kam – modifiziert und geprägt durch die spezifische Situation der Kriegszeit – der schon in den letzten Jahrzehnten des 19. Jahrhunderts bei Teilen der Deutschkonservativen latente Anti-Gouvernementalismus voll zum Durchbruch. Viele Protagonisten der Vaterlandspartei hatten diesen „Seitenwechsel“ auch subjektiv bereits vollzogen und nahmen ihre „Oppositionsrolle“ mit beträchtlicher Aggressivität an. Der einige Zeit als Vorsitzender der neuen Partei vorgesehene, vor allem durch seine 1902 veröffentlichte Bismarck-Biographie im Bildungsbürgertum bekannte Historiker Max Lenz schrieb im Sommer 1917 in einem Privatbrief:
„Möglich, dass sich danach ein Chor von so starker Resonanz bildet, um dem Stumpfsinn und der Mattherzigkeit unserer Quasi-Reichsvertreter zu imponieren und die Flaumacher in Berlin oben und unten zum Schweigen zu bringen. Das Beste wäre ja wohl (…), in der Wilhelmstraße Gas abzublasen, leider sind so scharfe Mittel nur an der Front üblich.“

### Gründung
Bis zuletzt noch unter dem Namen „Hindenburg-Partei“ geplant, traten die Vorbereitungen für die Neugründung Mitte Juli 1917 in die letzte Phase. In einem dabei entstandenen Resolutionsentwurf wurde postuliert, dass das deutsche Volk „voller Sehnsucht nach einem starken Führer [verlange], der die politische Leitung mit unbeugsamer Entschlossenheit in die Hand nimmt und sie nicht einem nervenschwachen Reichstag überlässt, der das Parteiinteresse über das Wohl des Vaterlands stellt.“ Alle „national“ gesinnten Abgeordneten, Einzelpersonen und Organisationen sollten aufgerufen werden, sich zu einem „Hindenburg-Kartell“ zusammenzuschließen. Am 23. August 1917 trat in Königsberg ein Kreis ostpreußischer Honoratioren „fast konspirativ“ zu einem letzten Vorbereitungstreffen zusammen, das später als „konstituierende Versammlung“ bezeichnet wurde. Die tatsächliche (und zunächst ebenfalls geheimgehaltene) konstituierende Sitzung der nun – vermutlich wegen eines Winks der OHL, Hindenburg nicht zu stark mit dem Projekt in Verbindung zu bringen – Vaterlandspartei genannten Organisation fand am 2. September im Yorck-Saal der ostpreußischen Generallandschaftsdirektion statt. Per Akklamation wurde Tirpitz, Kapp und Herzog Johann Albrecht der Vorsitz bzw. Ehrenvorsitz übertragen. Bernhard von Bülow, noch kurz zuvor ebenfalls als Vorsitzender im Gespräch, hatte sich in letzter Minute zurückgezogen. Die Versammelten billigten einen „Großen“ und einen „Kleinen Aufruf“ sowie das Parteistatut. Weiters wurde ein sogenannter Engerer Ausschuss gebildet, der aus den Professoren Dietrich Schäfer und Georg von Below, den Oberbürgermeistern von Königsberg und Halle/Saale Siegfried Körte und Richard Robert Rive, dem Weingutbesitzer und bayerischen Reichsrat Franz von Buhl sowie Conrad von Wangenheim vom Bund der Landwirte bestand. Am 24. September wurden Heinrich Claß vom Alldeutschen Verband und Heinrich Tramm, der Stadtdirektor Hannovers, hinzugewählt. Noch am 2. September wurden der Kaiser, die OHL und der Kanzler durch Telegramme von der Parteigründung in Kenntnis gesetzt.
Am 9. September machte die DVLP in Zeitungsanzeigen ihre Existenz öffentlich. Der „Kleine Aufruf“ wurde zwei Tage später proklamiert. Er sollte den Eindruck erwecken, als hätten sich die beiden Unterzeichner – Tirpitz und der Herzog – erst unter dem Eindruck der durch die Parteigründung ausgelösten „nationalen Welle“ der DVLP zur Verfügung gestellt. Im „Großen Aufruf“, der faktisch die Rolle des Parteiprogramms übernahm, wurde unter anderem postuliert, dass der Reichstag nicht mehr die „Vertretung des deutschen Volkswillens“ darstelle, die Reichstagsmehrheit betreibe sogar die „Förderung unserer Feinde“. Die in den Vorbereitungsdokumenten noch enthaltenen scharfen Angriffe gegen die Reichsregierung wurden vorerst zurückgestellt, ihr billigte man eine „Zwangslage“ zu. Daneben wandte man sich gegen „Uneinigkeit“ und „Parteiung“, die Vaterlandspartei, so hieß es, verstehe sich nicht als Konkurrenz der etablierten Parteien, sondern als „Einigungspartei“. Die innenpolitische Agenda der Parteiführung wurde lediglich durch die Wendung angedeutet, dass die DVLP sich als zukünftige Stütze („kraftvolles Werkzeug“) einer noch zu schaffenden „kraftvolle[n] Reichsregierung“ betrachte. Am 24. September richtete die DVLP in Berlin – in der Philharmonie und im Weinhaus Rheingold – ihre ersten beiden Großveranstaltungen aus. Dabei sprachen unter anderem Tirpitz, Wangenheim, Gottfried Traub, Herzog Johann Albrecht und Ludwig Thoma. Die Veranstaltung in der Philharmonie galt als erster Parteitag der DVLP.
Die etablierten bürgerlichen Parteien reagierten auf die Gründung der Vaterlandspartei uneinheitlich. Die beiden konservativen Parteien begrüßten sie ausdrücklich. Auch der Vorstand der Nationalliberalen Partei bot seine Kooperation an und stellte es den Parteimitgliedern frei, in die neue Partei einzutreten. Die linksliberale Fortschrittliche Volkspartei, die auffällig viele Mitglieder an die DVLP verlor, lehnte eine Zusammenarbeit mit ihr dagegen ausdrücklich ab. Der Reichsausschuss des Zentrums forderte die Parteimitglieder am 12. Oktober 1917 auf, der DVLP nicht beizutreten. Der stellvertretende Vorsitzende der Zentrumsfraktion des Reichstages Karl Trimborn verkündete am 6. Oktober 1917 im Reichstag: „Einstimmig bin ich beauftragt von meinen Freunden, ausdrücklich zu erklären, dass sämtliche Zentrumsabgeordnete es abgelehnt haben und ablehnen, der Vaterlandspartei als Mitglieder beizutreten.“
Offen und sehr eng arbeitete die DVLP mit den zahlreichen „vaterländischen“ Vereinen, Verbänden und Ausschüssen zusammen, insbesondere mit Hilfs- und Tarnorganisationen des Alldeutschen Verbandes, so namentlich mit dem Unabhängigen Ausschuss für einen Deutschen Frieden. Das seit Jahren übliche Verfahren des Alldeutschen Verbandes, „Filialorganisationen“ verdeckt aufzubauen und zu führen, wurde auch von der DVLP angewandt. Hervorzuheben sind in diesem Zusammenhang der Bund der Kaisertreuen und die Deutsche Arbeiter- und Angestellten-Partei (DAAP), deren bayerische Filiale – der Arbeiterausschuss für einen guten Frieden – von Anton Drexler geleitet wurde, nachmals Gründer des NSDAP-Vorläufers DAP.

### Die außenpolitische Linie der Vaterlandspartei
Der offizielle Hauptzweck der Vaterlandspartei war die siegreiche Beendigung des Krieges und die Sicherstellung eines „deutschen Friedens“. Dessen Ausmalung widmeten sich die Sprecher und Publizisten der Partei vordringlich. Am 24. September 1917 hatte Tirpitz eine „richtige Lösung der belgischen Frage“, eine „Sicherung“ der „offenen Grenzen“, „Entschädigungen handgreiflicher Art“ und – recht allgemein – den bekannten „Platz an der Sonne“ gefordert. In den folgenden Monaten schälten sich nach und nach die folgenden Vorstellungen heraus:
- Annexion Belgiens
- Annexion des Erzbeckens von Briey und Longwy
- Annexion der französischen Kanalküste unter Einschluss der Normandie
- Annexion Luxemburgs
- eine Unterordnung der Niederlande unter die deutsche Politik (bis hin zur Annexion)
- ein geschlossenes Kolonialreich in Afrika unter Einschluss Belgisch-Kongos
- Schaffung eines von Deutschland abhängigen polnischen Staates
- Annexion der russischen Ostseegouvernements und Litauens (und eine umfassende „Germanisierung“ dieser Gebiete)
- Annexion von Teilen des westlichen Weißrusslands und der westlichen Ukraine
- „Freiheit der Meere“ – in dem Sinne, dass die deutsche Flotte in der Lage sein müsse, weltweit „deutsche Interessen“ zu sichern
- Abtretung von Gibraltar, Malta und Britisch-Zypern durch Großbritannien
- Zahlung gewaltiger Entschädigungssummen durch die Feindmächte

Dieses Programm wich in vielerlei Hinsicht drastisch von konkurrierenden Vorstellungen ab. Es postulierte im deutlichen Gegensatz zur unter anderem von Naumann, Bethmann Hollweg und Rathenau verfochtenen Mitteleuropa-Konzeption – die ähnlich ambitioniert war, aber fast ausschließlich auf ein ausgeklügeltes System indirekter Herrschaft setzte – einen extremen Anspruch direkter Herrschaft und Kontrolle, der sich demonstrativ nicht mehr mit der alten akademischen Debatte aufhielt, ob denn die eingeforderten Gebiete auch tatsächlich „altes deutsches Land“ seien (obwohl von den DVLP-Publizisten auch ausgiebig über die „Stammesverwandtschaft“ der Flamen veröffentlicht wurde). Grundsätzlich rückte die DVLP immer das nackte Machtinteresse ohne größere ideologische Verbrämung in den Vordergrund. Von diesem Standpunkt aus beklagte sie immer wieder den „Verrat“ verantwortlicher Stellen, so auch während der Friedensverhandlungen in Brest-Litowsk. Dass die Reichsleitung hier aus taktischen Gründen – um Russland in möglichst viele Einzelteile zu zerlegen und dem eben verkündeten Wilsonschen 14-Punkte-Programm die Spitze zu nehmen – das „Selbstbestimmungsrecht der Völker“ formal anerkannt hatte, wurde von der DVLP als „Narrheit“ verurteilt; sie verlangte stattdessen einfach, ohne weitere Rücksicht das „Recht des Sieges in Anspruch“ zu nehmen.
Die Kriegsziele der DVLP wurden bei jeder sich bietenden Gelegenheit konzertiert in „zahllose[n] Versammlungen (…) und eine[r] Flut von Erklärungen, Aufrufen, Schriften, Forderungen und Telegrammen an den Kaiser, die Regierung, den Reichstag, die Oberste Heeresleitung und an die Öffentlichkeit“ bekanntgemacht und popularisiert. Vor allem dadurch sollte der Eindruck einer „urwüchsigen Volksbewegung“ entstehen.
Eine keineswegs einzigartige, aber gleichwohl auffällige Besonderheit der DVLP-Propaganda, die sich nicht direkt im Kriegszielprogramm niederschlug, war die scharfe Spitze gegen und Fixierung auf Großbritannien. Das „perfide Albion“ sei der Hauptschuldige am Weltkrieg, Deutschland, so hieß es immer wieder, führe im Grunde einen Unabhängigkeitskrieg des europäischen Kontinents gegen England. In diesen „Freiheitskampf“ wurden tendenziell nicht nur die „kleinen Nationen“, sondern auch Frankreich und Russland eingemeindet. Eine ähnlich hasserfüllte und intensive Kampagne wie gegen Großbritannien führte die Vaterlandspartei weder gegen Russland noch gegen Frankreich.

### Die innenpolitische Linie der Vaterlandspartei
Vor allem in den ersten Monaten ihrer Existenz betonte die DVLP immer wieder ihren „nationalen“, gegen den „äußeren Feind“ gerichteten Sammlungscharakter und eine damit angeblich verbundene innenpolitische Neutralität. Die im „Großen Aufruf“ noch wenig verhüllt enthaltene Aufforderung an Mitglieder und Anhänger, gegen eine preußische Wahlrechtsreform und die Parlamentarisierung der Reichspolitik und für eine Verpflichtung der Regierung auf die DVLP-Linie einzutreten, wurde schon am 24. September 1917 kommentarlos gestrichen. Die Partei sicherte zu, keine eigenen Kandidaten für Reichstagswahlen aufzustellen, der „innere Zwist“ solle bis zum Kriegsende ruhen. Diese Demonstration von Desinteresse war allerdings lediglich ein taktisches Mittel, das sich aus dem politischen Konzept der DVLP ergab. Vordringliches innenpolitisches Ziel der Parteiführung war es eindeutig, vermöge außerparlamentarischen Drucks eine Auflösung des Reichstages zu erzwingen. Nach außen wurde dies mit dem scheindemokratischen Argument begründet, dass das Parlament nicht mehr den „Volkswillen“ abbilde. So erhob ein DVLP-Redner am 24. November 1917 in Neustettin Protest gegen:
„die Politik des Reichstages, der sich während des Krieges immer mehr zu einer Aftervertretung des deutschen Volkes entwickelt hat, in dem die rote, die goldene und die schwarze Internationale sich verbrüdert haben und den Engländern in die Hände arbeiten. Wir können von der Reichsregierung wohl verlangen, dass sie diesen Arbeiter- und Soldatenrat, wie man die Reichstagsmehrheit wohl bezeichnen kann, (…) nach Hause schickt und dem deutschen Volke Gelegenheit bietet, seinen politischen Wünschen und Anschauungen in Neuwahlen Ausdruck zu geben!“
Allerdings strebte die DVLP-Führung eine solche Neuwahl keinen Augenblick lang tatsächlich an. Zum einen war ihr bewusst, dass eine Mandatsmehrheit für die „nationalen“ Parteien völlig ausgeschlossen war, zum anderen sah sie die Phase nach einer Reichstagsauflösung als geeigneten Augenblick an, den „starken Mann“ ans Ruder zu bringen. Dessen „cäsaristische Herrschaftstechniken“ sollten dann parlamentarische Verfahren ersetzen sowie die Arbeiterbewegung bzw. die politische Linke zerschlagen helfen. Nicht zuletzt deshalb hatte sich Kapp so sehr darum bemüht, Tirpitz – der bereits vor dem Krieg in den Diktaturüberlegungen von Konstantin von Gebsattel und Heinrich Claß eine wesentliche Rolle gespielt hatte – für die Partei zu gewinnen. Tirpitz war auch derjenige, in dessen Umfeld schon 1915 über eine Absetzung des Kaisers und ein Regentschaftsregime diskutiert worden war. Die reaktionäre Agenda der DVLP blieb – obwohl zu keinem Zeitpunkt parteioffiziell diskutiert – politischen Beobachtern keineswegs verborgen. Das Berliner Tageblatt sah in der Partei einen „verkappten Wahlverein der [Reichstags-]Minderheit“. Max Weber sprach die Auffassung aus, dass der Widerstand gegen Parlamentarisierung und Wahlrechtsreform nichts weniger als der Hauptzweck der DVLP sei. Einzelne prominente Mitglieder der Vaterlandspartei bezeichneten diese Zielsetzung mitunter auch tatsächlich als „einzigen Zweck“ der Organisation, so im November 1917 der Generalleutnant z.D. Max von Kluge auf einer Veranstaltung in Kolberg. Im weiteren publizistischen Umfeld der Partei wurde diese Debatte noch offener geführt und unter anderem gefordert, dass „vaterlandsverräterische Gesinnung“ zum automatischen Verlust des Parlamentsmandats führen und dem Reichstag das Budgetrecht entzogen werden müsse.
Anfänglich bemühte sich die Parteileitung, solche Wortmeldungen zu unterbinden. Zuletzt jedoch befand sich die DVLP unverkennbar „auf dem Weg zu einer ganz 'normalen' Partei mit einem das ganze politische Spektrum umfassenden Programm.“ Zu dieser dann allerdings durch Kriegsende und Revolution abgebrochenen Transformation der DVLP zu einer vollentwickelten rechtsradikalen Massenpartei gehörte auch, dass die Partei schon bei der erstbesten Gelegenheit mit dem Prinzip brach, keine Parteimitglieder in Wahlkämpfe zu schicken. Bei einer erforderlichen Nachwahl im Wahlkreis Bautzen-Kamenz-Bischofswerda, zu der ursprünglich sogar Tirpitz selbst antreten wollte, unterlag das von den Konservativen nominierte DVLP-Mitglied im Januar 1918 in der Stichwahl knapp dem sozialdemokratischen Kandidaten. Kapp selbst ließ sich am 2. Februar 1918 in dem fest vom Bund der Landwirte kontrollierten Wahlkreis Gumbinnen 2 (Ragnit-Pillkallen) in den Reichstag wählen; auch hier war die Nominierung durch die Deutschkonservativen erfolgt.
Als innenpolitischen Hauptfeind identifizierten die Sprecher der DVLP zunehmend explizit die „ganz links stehenden unabhängigen Sozialisten samt Anhang, die ich kurzerhand die deutschen Bolschewiki nennen will.“ In letzter Instanz laufe die gesamte innere Auseinandersetzung auf zwei Pole zu: „Vaterlandspartei und deutsche Bolschewiki“. Gegen den von der USPD geführten Januarstreik gingen DVLP-Anhänger in Berlin, München und Leipzig mit regelrechten „Rollkommandos“ gewaltsam vor.

### Das Kriegsende und die Auflösung der Partei
Im September und Oktober 1918 entwickelte sich aus und neben der Krise der deutschen Kriegführung eine akute politische Krise. Im März und April war die Partei im Windschatten der deutschen Frühjahrsoffensive noch mit triumphalistischen Erklärungen hervorgetreten. Schon im Juni wandelte sich die Stimmung jedoch drastisch und endgültig. Von da an wagte es die DVLP-Führung angesichts der weithin artikulierten Ablehnung ihrer Positionen nicht mehr, größere Veranstaltungen oder neue Kampagnen anzustoßen (die euphorische Kriegspropaganda wurde aber bis zum letzten Kriegstag aufrechterhalten). Die meisten größeren Zeitungen lehnten eine weitere Zusammenarbeit mit dem Pressedienst der DVLP ab. Eine zum ersten Jahrestag der Parteigründung geplante große Kundgebung wurde abgesagt. Der Parteiapparat war in Teilen gelähmt oder resignierte.
Eine Minderheit der Führungsgruppe beteiligte sich dennoch aktiv an der Diskussion über eine weitere Modifizierung und Flexibilisierung der konservativen Taktik. Kapp betonte im August in einem Brief an Wangenheim, dass das „jetzige politische und wirtschaftliche System (…) nicht länger haltbar“ sei. Zu diesem Zeitpunkt hielt die DVLP-Führung noch immer einen autoritären Ausweg für möglich. Am 1. September 1918 forderte Kapp auf einer Vorstandssitzung erneut eine diktatoriale Ausschaltung des Reichstages. In den folgenden Wochen brach sich allerdings ansatzweise die Erkenntnis Bahn, dass die Heranziehung der SPD und eine forcierte Parlamentarisierung für die Stabilisierung des Herrschaftssystems unerlässlich waren. Dazu trug bei, dass auch der von Alldeutschen und Vaterlandsparteilern als „Rettungsanker“ gehandelte Ludendorff eine offene Diktatur zu diesem Zeitpunkt ausdrücklich ablehnte. Mitte Oktober legte der DVLP-Vorstand das Konzept einer „nationalen Verteidigung“ oder „nationalen Erhebung“ vor, in das – ein völliges Novum – die SPD ausdrücklich einbezogen worden war. Am 17. Oktober richtete Tirpitz einen einschlägigen Brief an Max von Baden, Hindenburg und Scheidemann. Parallel machte er sich allerdings auch noch in den letzten Kriegswochen im kaiserlichen Umfeld für eine Kanzlerdiktatur stark, für die er Max von Gallwitz oder Hugo Stinnes empfahl. Wohl auch wegen dieser Inflexibilität – vor allem aber wegen der totalen Diskreditierung des Personals der Partei – wurde der Führungskreis der DVLP zunächst nicht in die konservativen Reorganisationsbestrebungen einbezogen, die im Oktober 1918 von den Deutschkonservativen ausgingen, vorrangig auf die Freikonservative Partei, die Christlich-soziale Partei und die Deutschvölkische Partei zielten und schließlich zur Gründung der Deutschnationalen Volkspartei (DNVP) führten.
Die Novemberrevolution beendete faktisch die Existenz der DVLP. Erst am 28. November trat der Vorstand wieder zusammen und kam überein, jede „öffentliche Tätigkeit“ einzustellen. Die Mitglieder wurden aufgefordert, für die baldige Einberufung einer Nationalversammlung zu agitieren, für eine umfassende Sammlung der „nationalen Kräfte“ Sorge zu tragen und vorerst den Rat der Volksbeauftragten bei der „Aufrechterhaltung der Ordnung“ zu unterstützen. Am 10. Dezember beschloss der nur noch von etwa 20 Personen besuchte Reichsausschuss der DVLP die Auflösung der Partei. Bei dieser Gelegenheit wurde ein dreiköpfiger Liquidationsausschuss eingesetzt, der die Übertragung des Parteivermögens an die DNVP in die Wege leitete und seine Tätigkeit am 1. Februar 1919 einstellte.

## Organisation, Mitglieder, Finanzierung und Presse
Die Vaterlandspartei veranstaltete zwei Parteitage (am 24. September 1917 und am 19. April 1918 in Berlin). Ein Delegationsverfahren war im Statut nicht vorgesehen, jedes Parteimitglied konnte an den Parteitagen, die reine Akklamationsforen waren, teilnehmen. Die Einberufung eines Parteitages erfolgte „nach Bedarf“ durch den Engeren Ausschuss. Daneben bestand ein Reichsausschuss, der aus dem Vorstand, dem Engeren Ausschuss und 50 vom Parteitag zu bestimmenden Einzelpersonen zusammengesetzt war, aber nur dreimal zusammenkam. Den Vorstand der DVLP bildeten neben Tirpitz, Johann Albrecht und Kapp folgende Personen: Gottfried Traub, August Rumpf, Heinrich Beythien, Carl Pfeiffer (ein „wirtschaftsfriedlicher“ Arbeiter der A.G. Weser), Lambert Brockmann, Wilhelm von Siemens, Dietrich Schäfer, Franz von Reichenau, Ernst Schweckendieck, Otto Hoffmann, Ulrich von Hassell und Stephan von Nieber (seit Juni 1918). Der Parteivorstand der DVLP hatte eine sehr starke, beinahe unabhängige Stellung – er konnte aus der Partei heraus nicht verändert werden und wählte neue Mitglieder bei Bedarf selbst zu. Entscheidungen wurden im kleinen Kreis getroffen, das Gremium war laut Statut bereits bei zwei (ab April 1918 drei) anwesenden Mitgliedern beschlussfähig. Dem im April 1918 abgeschafften Engeren Ausschuss gehörten neben den acht im September 1917 dazu bestimmten Personen später noch Robert Einhauser und Clemens Freiherr von Loë-Bergerhausen an.
Leiter der mit zuletzt neun Abteilungen und bis zu 137 Mitarbeitern auffällig großen Hauptgeschäftsstelle der Partei waren (nacheinander) der enge Kapp-Vertraute Georg Wilhelm Schiele, Franz Ferdinand Eiffe und Konrad Scherer. Für Unterhalt und Tätigkeit des Parteiapparats der DVLP fielen gewaltige, bei anderen zeitgenössischen Parteien vollkommen unübliche Summen an. Zudem gab die Partei die Masse ihres Schrifttums und ihrer sonstigen Propagandamittel völlig unentgeltlich ab. Dieser Aufwand konnte unmöglich nur aus Mitgliedsbeiträgen und gelegentlichen Spenden gedeckt werden. Im Frühjahr 1918 belief sich allein die Summe der vorerst ungedeckten Ausgaben im Monatsdurchschnitt auf 142.000 Mark. Die Parteiführung führte intern fortwährend Klage über zu geringe Finanzmittel. Für deren Beschaffung war ein dreiköpfiger, ausschließlich mit Industriellen besetzter Ausschuss (Wilhelm von Siemens, Max Roetger und Max Fuchs) verantwortlich. Die naheliegende Frage, welche Geldgeber genau die kontinuierliche Arbeit der Partei ermöglichten, wurde schon von Zeitgenossen intensiv diskutiert, konnte mangels aussagekräftiger Quellen aber bislang auch historiographisch nicht völlig geklärt werden. Bekannt ist, dass am 24. September 1917 – parallel zu den beiden Großveranstaltungen der DVLP – eine Gruppe von Mitgliedern des Vereins Deutscher Eisen- und Stahlindustrieller im Berliner Hotel Adlon zusammenkam und ihre Bereitschaft erklärte, die Partei zu unterstützen. Im DVLP-Parteivorstand wurde am 9. März 1918 mit Blick auf die umlaufenden Gerüchte vorgeschlagen, „den [Finanz-]Ausschuss [nicht] nur aus der Industrie zu wählen wegen des Vorwurfes, dass hinter der Partei die Schwerindustrie stecke.“
Nach eigenen Angaben hatte die DVLP im März 1918 450.000, im Juli 1.250.000 und im September 800.000 Mitglieder. Diese Zahlen gelten allerdings als stark übertrieben. Mindestens, sehr wahrscheinlich aber mehr als die Hälfte der Mitglieder gehörte „vaterländischen“ Vereinen und Verbänden an, die sich der Vaterlandspartei korporativ angeschlossen hatten. Auch ist bekannt, dass mehrfach höhere Beamte – bis hin zu preußischen Regierungspräsidenten – das Personal der von ihnen geleiteten Dienststellen und Behörden zum Eintritt in die Partei zwangen. Im Juli 1918 bestanden 32 Landes-, 237 Kreis- und 2.536 Ortsvereine. Der Großteil der „echten“ Individualmitglieder rekrutierte sich aus dem gehobenen protestantischen Besitz- und Bildungsbürgertum. Bereits Handwerker und kleine Kaufleute waren kaum, Arbeiter fast überhaupt nicht vertreten. Die Partei bemühte sich vor allem nach dem Januarstreik verstärkt darum, Arbeiter anzuziehen. In einer Richtlinie für Parteiredner war schon zuvor ausgeführt worden, dass der Arbeiter „die Einsicht gewinnen [müsse], dass er sich selber dient, wenn er Mitglied unserer Partei wird; weil nämlich unsere Partei ganz besonders dem Wohle des Arbeiters dient, indem sie für einen Frieden eintritt, der unsere wirtschaftliche Zukunft sichert.“ Offiziell behauptete die Partei schon im Januar 1918, über 290.000 „eingeschriebene Arbeitermitglieder“ in ihren Reihen zu haben. Diese prätentiöse Phantasiezahl unterstreicht, für wie wichtig die DVLP-Führung einen Einbruch in die Arbeiterbewegung hielt.
Für ihre Mitglieder und Anhänger gab die Vaterlandspartei ein Mitteilungs- und Korrespondenzblatt heraus, über eine eigene Tageszeitung verfügte sie nicht. Die Hauptgeschäftsstelle veröffentlichte in schneller Folge Broschüren und Flugblätter. Zahlreiche regional und überregional einflussreiche konservative bzw. alldeutsche Blätter vertraten die Linie der DVLP, darunter die Deutsche Tageszeitung, Die Post, die Tägliche Rundschau und die Deutsche Zeitung. Die im Rheinland einflussreiche und dem rechten Flügel des Zentrums nahestehende Kölnische Volkszeitung sympathisierte ebenfalls offen mit der Vaterlandspartei.

### Monographien
- Geoff Eley: Reshaping the German Right. Radical Nationalism and Political Change after Bismarck, Yale University Press, London-New Haven 1980, ISBN 0-300-02386-3.
- Heinz Hagenlücke: Deutsche Vaterlandspartei. Die nationale Rechte am Ende des Kaiserreichs, Droste, Düsseldorf 1997, ISBN 3-7700-5197-1.
- Rainer Hering: Konstruierte Nation. Der Alldeutsche Verband 1890 bis 1939, Christians, Hamburg 2003, ISBN 3-7672-1429-6.
- Abraham J. Peck: Radicals and Reactionaries. The Crisis of Conservatism in Wilhelmine Germany, University Press of America, Washington, D.C. 1978, ISBN 0-8191-0601-1.
- James N. Retallack: Notables of the Right. The Conservative Party and Political Mobilization in Germany 1876–1918, Unwin Hyman, Boston 1988, ISBN 0-0490-0038-1.
- James N. Retallack: The German Right 1860–1920. Political Limits of the Authoritarian Imagination, University of Toronto Press, Toronto-Buffalo-London 2006, ISBN 0-8020-9419-8.
- Dirk Stegmann: Die Erben Bismarcks. Parteien und Verbände in der Spätphase des Wilhelminischen Deutschlands. Sammlungspolitik 1897–1918, Kiepenheuer u. Witsch, Köln-Berlin 1970.
- Robert Ullrich: Die Deutsche Vaterlandspartei 1917/1918. Zur Entstehung, Rolle und Funktion einer extrem reaktionären Partei des deutschen Imperialismus und zu ihrem Platz im bürgerlichen Parteiensystem, Phil. Diss. (Ms.), Jena 1971.
- Karl Wortmann: Geschichte der Deutschen Vaterlands-Partei 1917–1918, Hendel, Halle 1926. Digitalisat.

### Aufsätze und Miszellen
- Helmut Lensing: Gegen Kriegsmüdigkeit und Friedenssehnsucht – Die Deutsche Vaterlandspartei in der Grafschaft Bentheim 1917/18. In: Eugen Kotte/Helmut Lensing (Hrsg.): Die Grafschaft Bentheim im Ersten Weltkrieg – „Heimatfront“ an der deutsch-niederländischen Grenze. Hrsg. vom Heimatverein der Grafschaft Bentheim e. V. in Zusammenarbeit mit dem Landkreis Grafschaft Bentheim durch Eugen Kotte und Helmut Lensing (Das Bentheimer Land, 222), Nordhorn 2018, S. 334–349.
- Dirk Stegmann: Zwischen Repression und Manipulation: Konservative Machteliten und Arbeiter- und Angestelltenbewegung 1910–1918. Ein Beitrag zur Vorgeschichte der DAP/NSDAP, in: Archiv für Sozialgeschichte, Jg. 12 (1972), S. 351–432.
- Dirk Stegmann: Vom Neokonservatismus zum Proto-Faschismus. Konservative Partei, Vereine und Verbände 1893–1920, in: ders., Bernd-Jürgen Wendt, Peter-Christian Witt (Hrsg.): Deutscher Konservatismus im 19. und 20. Jahrhundert. Festschrift für Fritz Fischer zum 75. Geburtstag und zum 50. Doktorjubiläum, Neue Gesellschaft, Bonn 1983, ISBN 3-87831-369-1, S. 199–230.
- Robert Ullrich: Deutsche Vaterlandspartei, in: Dieter Fricke (Hrsg.): Die bürgerlichen Parteien in Deutschland. Handbuch der Geschichte der bürgerlichen Parteien und anderer bürgerlicher Interessenorganisationen vom Vormärz bis zum Jahre 1945, Band 1, Das Europäische Buch, Leipzig 1968, S. 620–628.
- Manfred Weißbecker: Deutsche Vaterlandspartei, in: Dieter Fricke u. a.: Lexikon zur Parteiengeschichte. Die bürgerlichen und kleinbürgerlichen Parteien und Verbände in Deutschland (1789–1945). Band 2, Bibliographisches Institut, Leipzig 1984, S. 391–403.
- Manfred Weißbecker: Zur Herausbildung extrem antikommunistischer Organisationen und der „antibolschewistischen“ Propaganda in Deutschland während der ersten Jahre nach der Großen Sozialistischen Oktoberrevolution, in: Wissenschaftliche Zeitschrift der Friedrich-Schiller-Universität Jena, Jg. 16 (1967), S. 491–500.
- Manfred Weißbecker: Konservative Politik und Ideologie in der Konterrevolution 1918/19, in: Zeitschrift für Geschichtswissenschaft, Jg. 27 (1979), S. 703–720.